# Rousseauxia
Rousseauxia là chi thực vật có hoa trong họ Mua.